# The Cheetah Girls 2
The Cheetah Girls 2 é um filme norte-americano de 2006, e a sequência do filme The Cheetah Girls do Disney Channel. Foi gravado três anos depois do primeiro em Barcelona, na Espanha. Foi o filme mais assistido do canal em 2006, seguindo os passos do primeiro filme, que foi o mais visto em 2003.

## Sinopse
As Cheetah Girls são quatro adolescentes de Nova York que fazem parte de um adorado grupo de música pop. Tudo começa com um festival de música em Barcelona, no qual as Cheetah entram. Na Espanha, elas vão se encantando com a magia européia e suas perspectivas individuais às levam para caminhos diferentes além de Marisol, uma cantora local da qual a malvada mãe Lola, quer separar as Cheetah Girls.

## Elenco
- Raven-Symoné - Galleria Garibaldi
- Adrienne Bailon - Chanel Simmons
- Sabrina Bryan - Dorinda Thomas
- Kiely Williams - Aqua Walker
- Belinda - Marisol Durán
- Lynn Whitfield - Dorothea Garibaldi

## Trilha Sonora
Ver artigo principal e mais músicas em: Cheetah Girls 2 Soundtrack
- The Party's Just Begun performado pelas Cheetah Girls
- Strut performado pelas Cheetah Girls
- Dance With Me performado por Drew Seeley em parceria com Belinda
- Why Wait? performado por Belinda
- A La Nanita Nana performado por Adrienne Bailon e Belinda
- Do Your Own Thing performado por Raven-Symoné
- It's Over performado pelas Cheetah Girls
- Step Up performado pelas Cheetah Girls
- Amigas Cheetahs performado pelas Cheetah Girls em parceria com Belinda

## Lançamento em DVD
O DVD The Cheetah Girls 2: Cheetah-Licious Edition foi lançado nos Estados Unidos em 28 de novembro de 2006, e trazia uma versão longa do filme (com a música "Cherish The Moment"), o videoclipe de "Dance With Me", bastidores do filme, e uma entrevista das Cheetah Girls. Essa mesma edição foi lançada nos demais países. 
O DVD estreou na 10ª posição no ranking "Top DVD Sales" da Billboard, até o final de 2006, já tinha vendido mais de um milhão de cópias e arrecadou mais de 24 milhões de dólares.

## Recepção
O filme foi visto por cerca de 8,1 milhões de pessoas somente na estreia nos Estados Unidos.